# Mike Hansen
Pour les articles homonymes, voir Hansen.
Mike Hansen, né le 17 avril 1971, à Torrejón de Ardoz, en Espagne, est un joueur espagnol de basket-ball. Il évolue au poste de meneur.

## Palmarès
3e du championnat d'Europe 1991